# Marronnier de l'Himalaya
Aesculus indica
Pour les articles homonymes, voir Marronnier (homonymie).
Espèce
Classification APG III (2009)
Le marronnier de l'Himalaya ou marronnier d'Inde, Aesculus indica,  est une espèce de plantes à fleurs de la famille des Sapindacées. C'est un arbre originaire du sous-continent indien, parfois cultivé comme arbre d'ornement.
Synonyme : Pavia indica Wall. ex Cambess.
Remarque : le nom vernaculaire marronnier d'Inde peut créer une confusion avec Aesculus hippocastanum ou marronnier commun qui a aussi comme second nom vernaculaire marronnier d'Inde : il s'agit bien de deux espèces différentes.

## Description
Le marronnier de l'Himalaya est un arbre de 20 mètres de haut environ, à tronc court, parfois ramifié. Le houppier est en forme de dôme élevé. L'écorce est grise et lisse.
Les feuilles caduques, sont opposées, et composées-palmées, formées de cinq à sept folioles, de forme générale elliptique lancéolée, à extrémité pointue et à bords finement dentés ; les plus grandes peuvent atteindre 30 cm de long.
Les fleurs de couleurs variées, rose, blanche et jaune ou blanche et rouge, apparaissent en juin, groupées en panicules dressés de 20 cm sur 8.
Le fruit est une capsule ovoïde, contenant une seule grosse graine brun noirâtre luisante, aplatie, de 2,5 cm de diamètre.

## Distribution
Cette espèce est originaire des régions montagneuses du sous-continent indien :
- Inde : Himachal Pradesh, Jammu-et-Cachemire, Uttarakhand,
- Pakistan
- Népal

ainsi que d'Afghanistan.

## Utilisation
C'est un arbre planté pour l'ornement.
Cette espèce est rustique sous climat tempéré.